# Se perdo te (Paola Iezzi)
Se perdo te è un singolo della cantante italiana Paola Iezzi, ex componente e fondatrice del duo Paola & Chiara, pubblicato il 5 dicembre 2013; è la cover di The Time Has Come, del 1967, scritto da Paul Korda e portata al successo da P. P. Arnold, tradotta in italiano da Sergio Bardotti per Patty Pravo che la pubblicò nel 1967 nel 45 giri Se perdo te/Lettera a Gianni.

## Il brano
Il brano è stato prodotto da Michele Monestiroli nell'estate del 2013 come colonna sonora del cortometraggio di Eliza, diretto dal fotografo Paolo Santambrogio. Successivamente il brano è stato pubblicato all'interno di un EP di dieci tracce, contenente anche una cover della versione originale in inglese del brano, The Time Has Come, e otto remix.
La stessa Patty Pravo ha apprezzato l'esito della cover, giudicandola «molto piacevole, un'ottima idea».

## Tracce
EP - Download digitale
1. Se perdo te (Radio Edit) – 3:34
2. Se perdo te (Nico Romano Edit Rmx) – 3:24
3. The Time Has Come (Radio Edit) – 3:34
4. The Time Has Come (Nico Romano Edit Rmx) – 3:24
5. The Time Has Come (The Rejected Funk-A-Tonic Remix) – 6:59
6. The Time Has Come (Alex Molla Dj & Mavee Radio Remix) – 3:34
7. Se perdo te (Dj Mixandra Rmx) – 6:01
8. The Time Has Come (Nico Romano Extended Rmx) – 5:27
9. The Time Has Come (Alex Molla Dj & Mavee Extended Remix) – 5:08
10. Se perdo te (Nico Romano Extended Rmx) – 5:27